# 蒙塔萊 (聖馬力諾)
蒙塔萊（義大利語：Montale）是聖馬力諾三塔之一，也是聖馬力諾三塔中規模最小的一座。和其他兩座塔不同的是，蒙塔萊並不對外開放參觀。